# Leymus condensatus
Leymus condensatus là một loài thực vật có hoa trong họ Hòa thảo. Loài này được (J.Presl) Á.Löve mô tả khoa học đầu tiên năm 1980.

## Hình ảnh

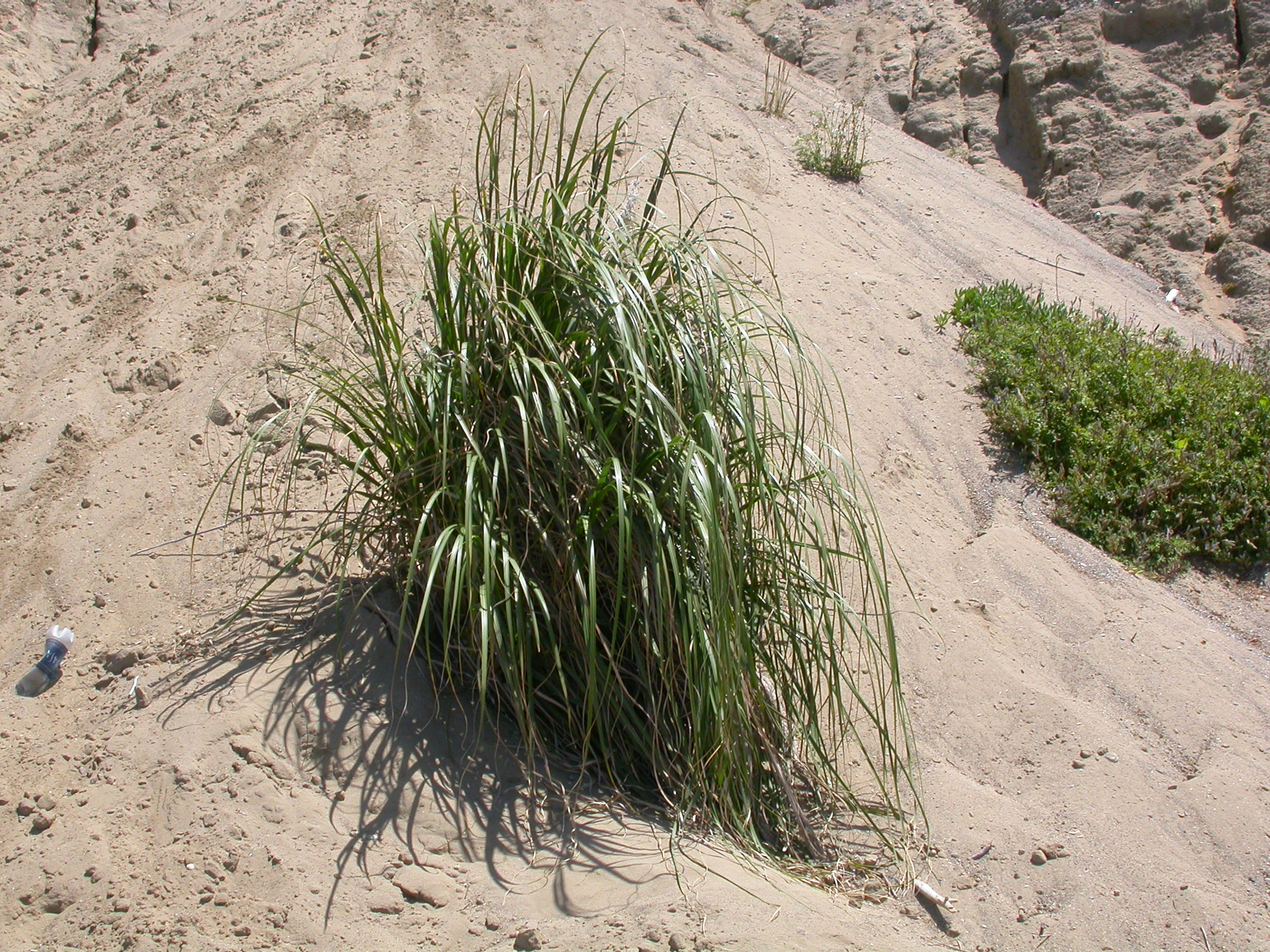
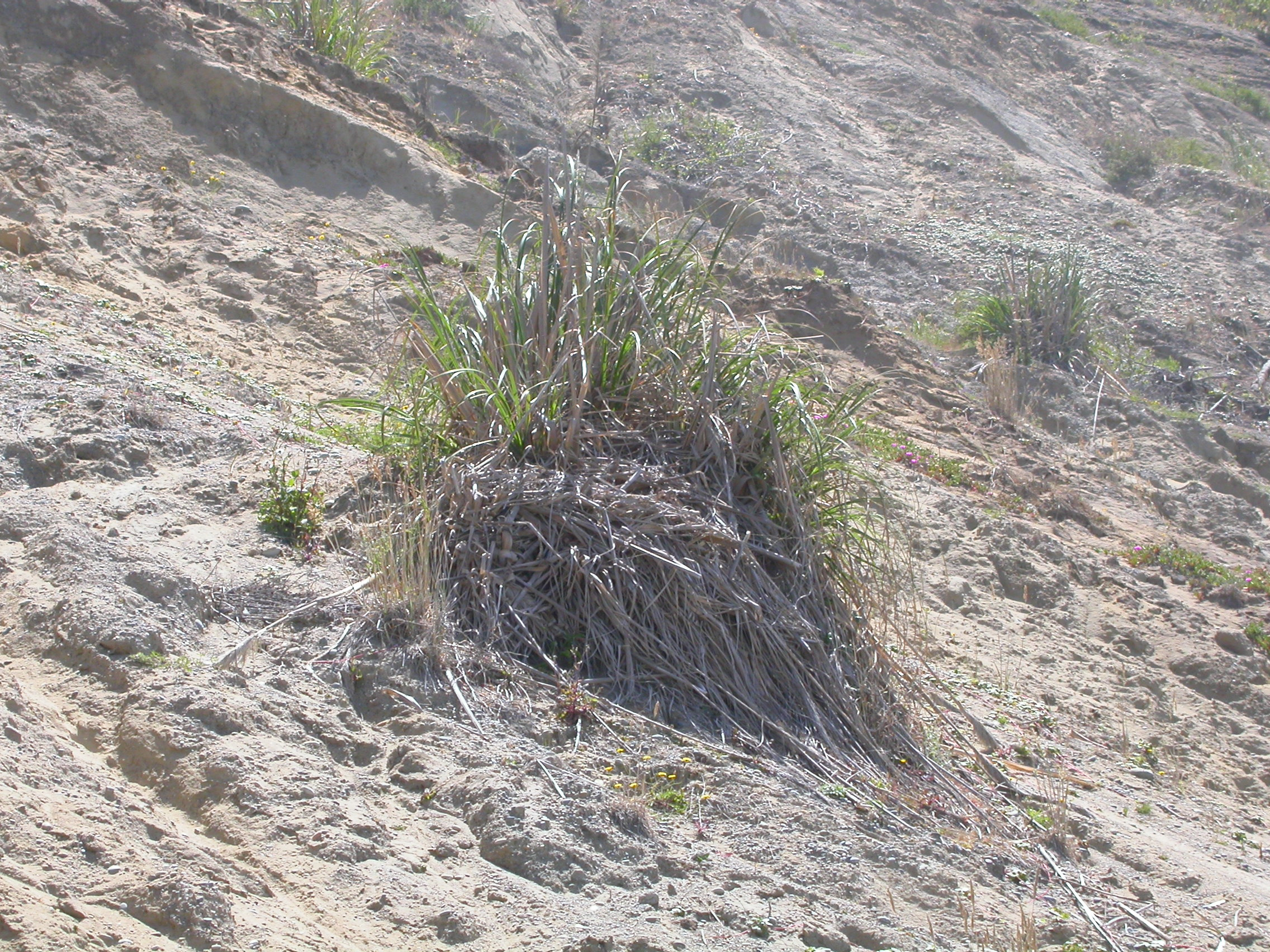
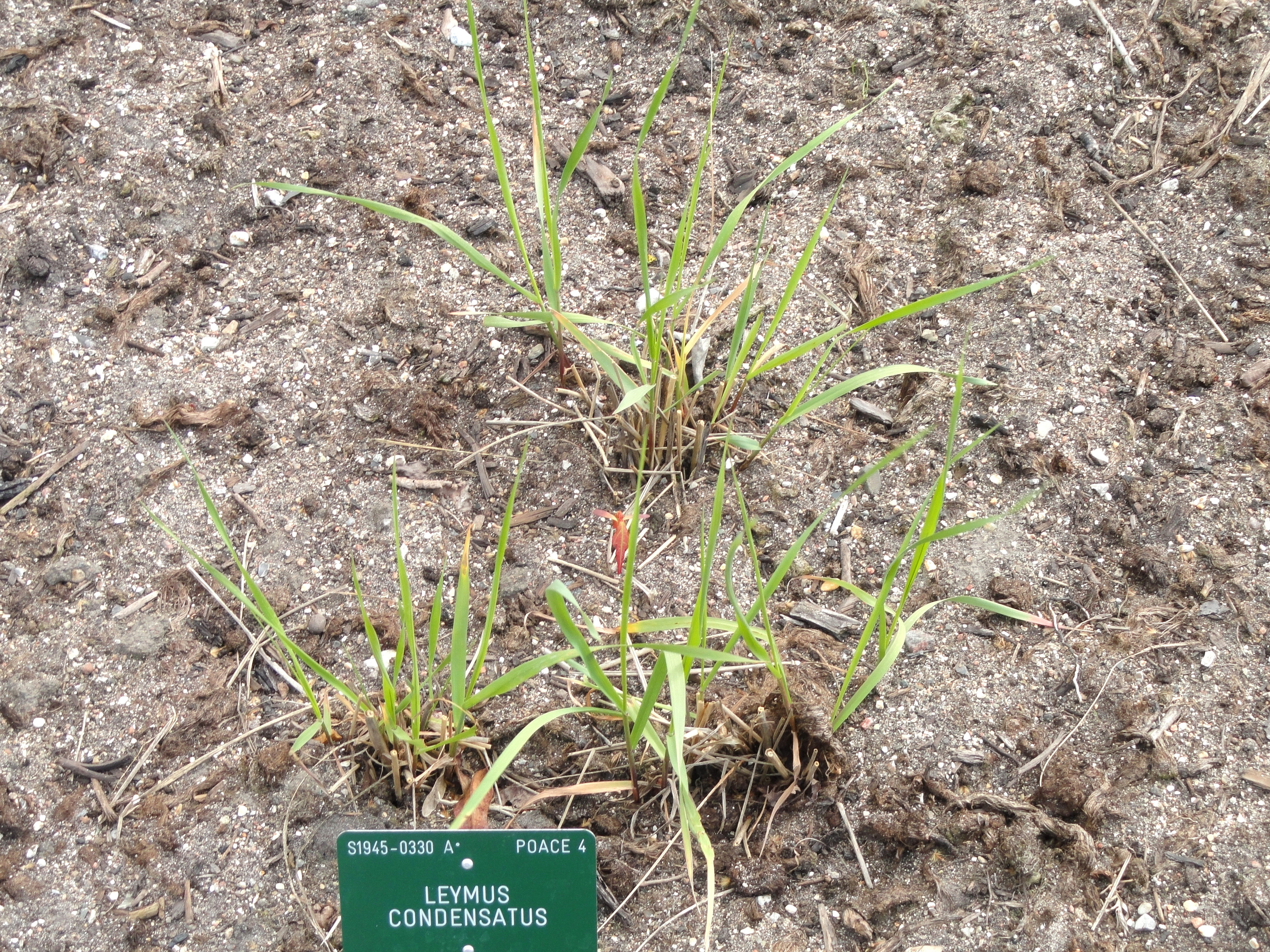
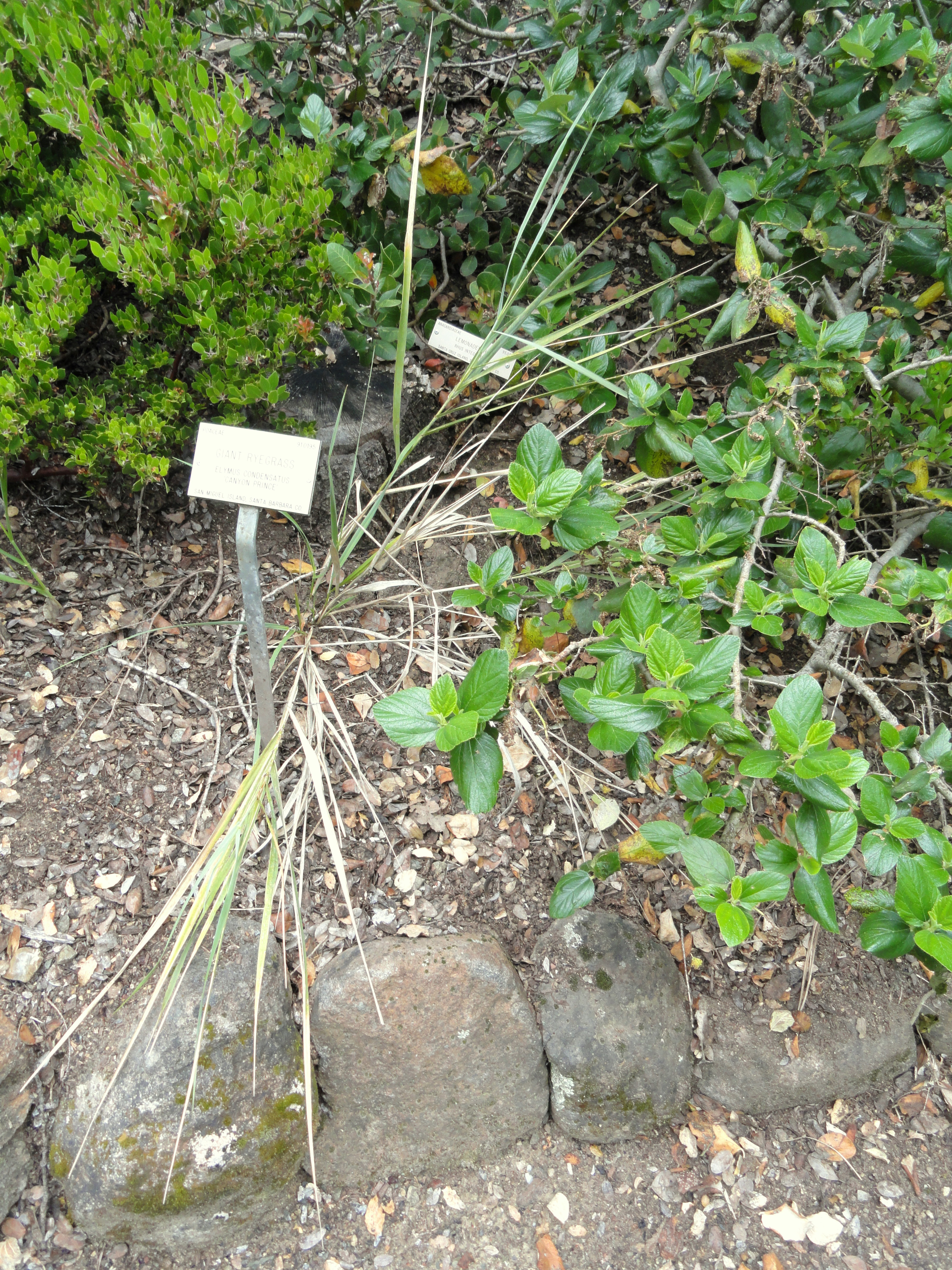